# Hosabale, Sorab
Hosabale là một làng thuộc tehsil Sorab, huyện Shimoga, bang Karnataka, Ấn Độ.